# Sulphur Bay

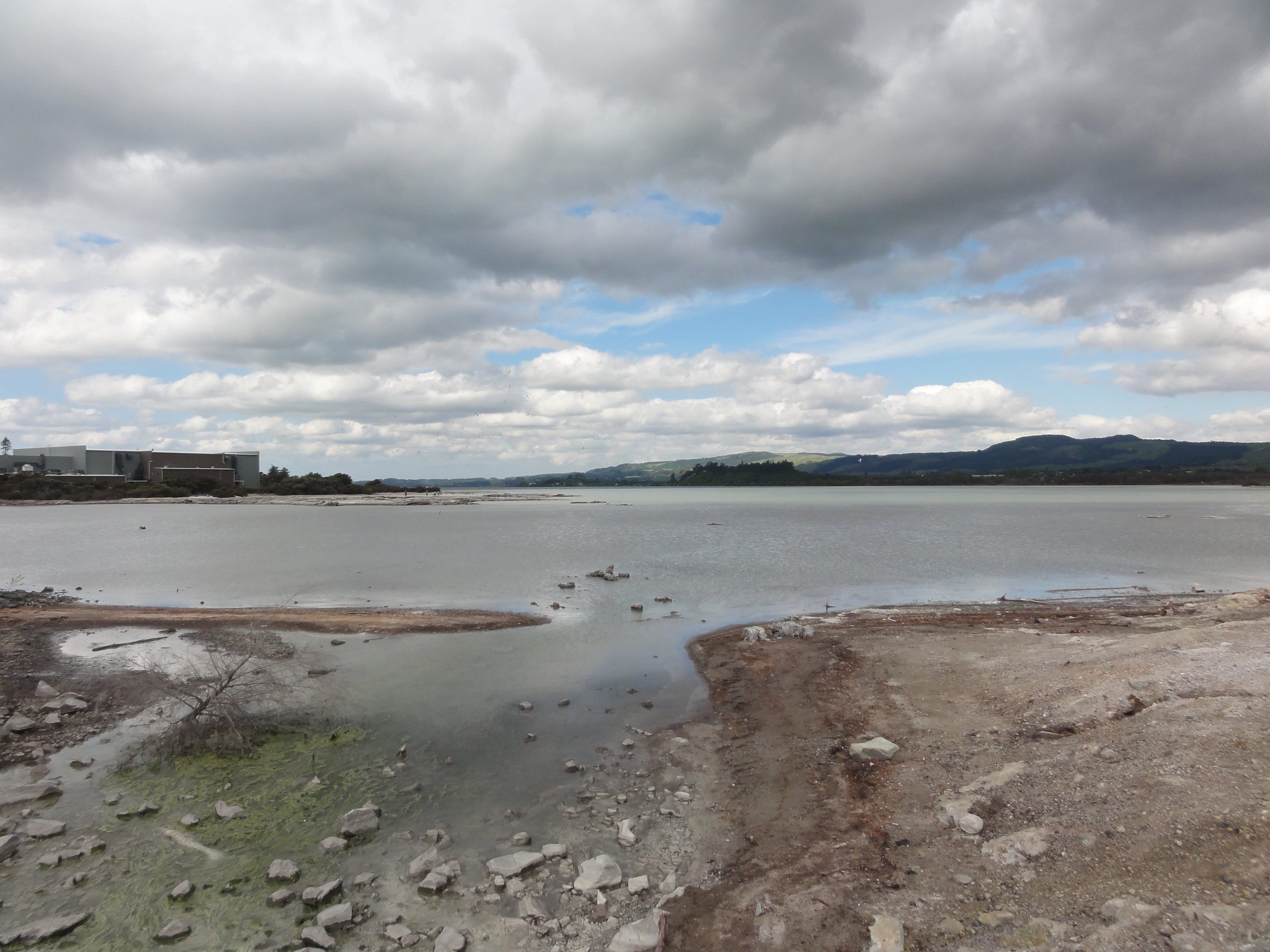
Blick nach Norden über die Bucht

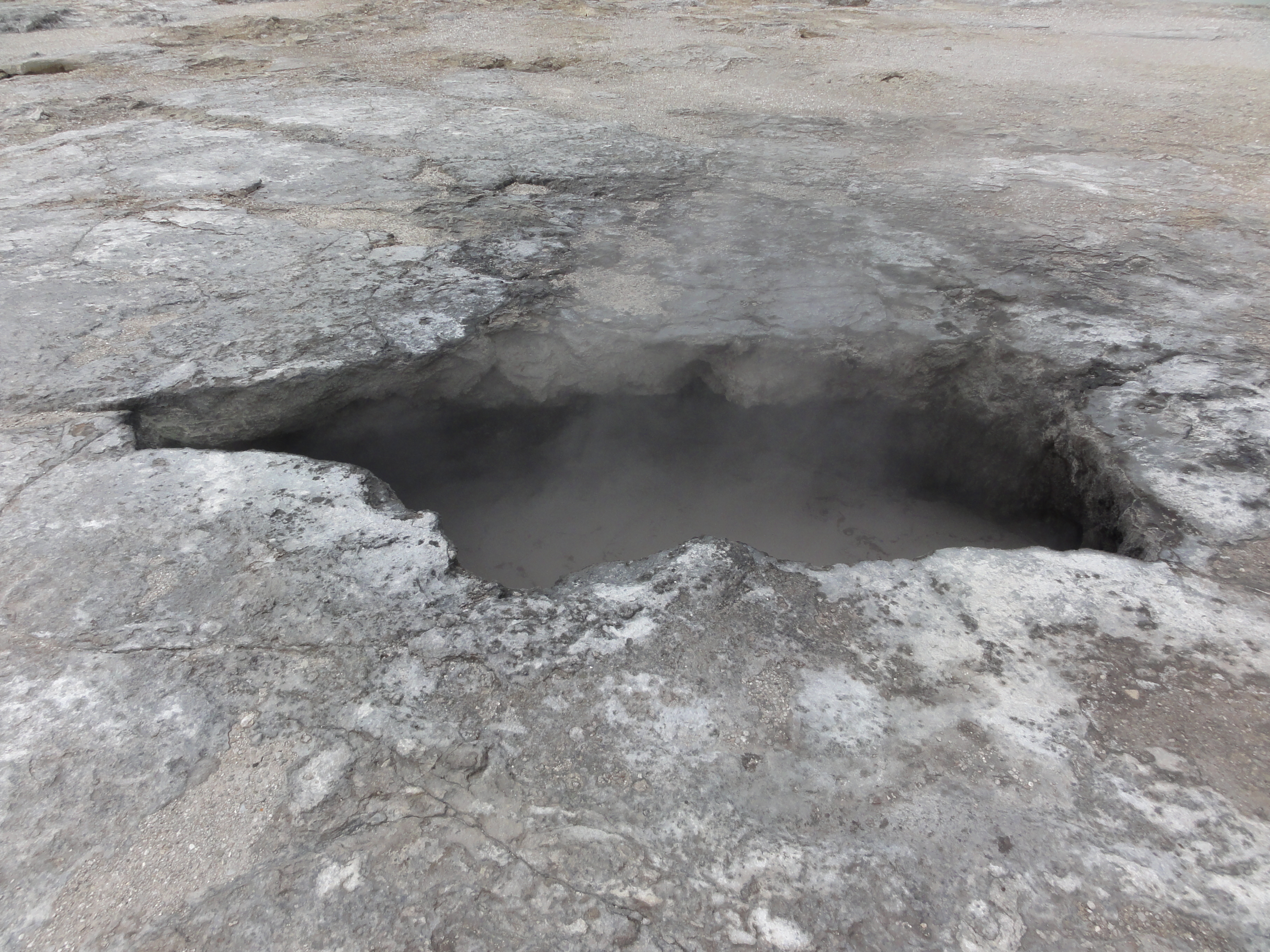
Schlammtopf am Ufer der Bucht

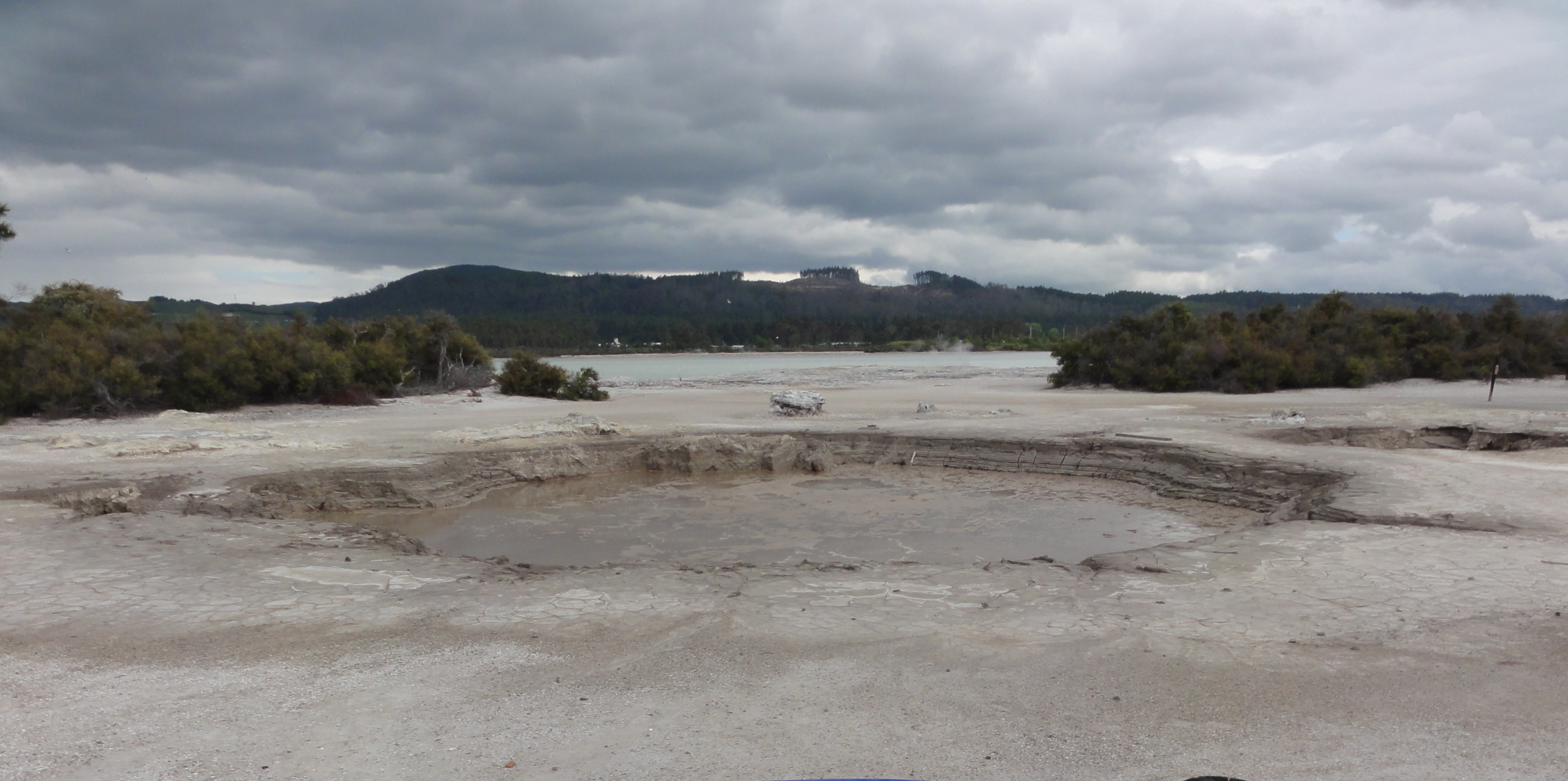
Camerons Laughing Gas Pool

Die Sulphur Bay ist der südlichste Ausläufer des Lake Rotorua auf der neuseeländischen Nordinsel. In ihr liegen die kleinen Inseln Timanga Island  und Moutere Island.
Die Bucht südlich der Linie von Motutara Point nach Osten ist seit 1967 als Sulphur Bay Wildlife Refuge unter Schutz gestellt. Das Gebiet war seit 1904 bereits als Wildschutzgebiet für heimisches und eingeführtes Federwild unter Schutz. Es kommen unter anderem Maorimöwe, Rotschnabelmöwe, Dominikanermöwe, Kormoran, Elsterscharbe und Doppelbandregenpfeifer vor.
Das Gebiet der Bucht ist geothermal aktiv, das trübe, warme Wasser ist daher sauer und sauerstoffarm. Es enthält nur wenig Nahrung, so dass viele Seevögel täglich andere Teile des Sees zur Nahrungsaufnahme aufsuchen.
Vom Grund der Bucht steigt Schwefelwasserstoffgas auf, das einerseits zu einer Trübung des Wassers durch Schwefelpartikel im Wasser, andererseits zur Ablagerung von gelben und schwarzen Schwefelkristallen führt. An der westlichen Küste der Bucht existiert ein Gebiet mit Schlammtöpfen, heißen Quellen und Fumarolen. Diese sind von einer Sinterschicht überdeckt, die zu Zeiten eines höheren Wasserspiegels von alkalischen Quellen abgelagert wurde.
Der größte Schlammtopf ist „Camerons Laughing Gas Pool“. Dieser auch als White Sulphur Bath bezeichnete Pool wurde im späten 19. Jahrhundert von den europäischen Siedlern als Heilbad genutzt und war daher möglicherweise das erste kommerzielle Bad in der heute vom Bädertourismus geprägten Gegend. Es wurde in der Zeit vor 1879 von dem Hotelier James Morrison für fünf Pfund pro Jahr von den Okiwi Ngata gepachtet, später jedoch wegen finanzieller Streitigkeiten aufgegeben. Durch aufsteigendes Schwefelwasserstoff- und Kohlendioxidgas kam es bei den Besuchern zu ähnlichen unkontrollierten Lachanfällen wie bei Lachgas. Allerdings war das Bad wegen der Gefahr einer Bewusstlosigkeit nicht ungefährlich, so dass man sich dem Pool von der dem Wind zugewandten Seite nähern musste. Später pumpte man das Wasser in ein in der Nähe gelegenes hölzernes Badebecken.